# Sam Axe : La Dernière Mission
Pour plus de détails, voir Fiche technique et Distribution.
Sam Axe : La Dernière Mission (Burn Notice: The Fall of Sam Axe) est un téléfilm prologue d'action américain réalisé par Jeffrey Donovan d'après le scénario de Matt Nix (en), centré sur le personnage de fiction Sam Axe de la série télévisée américaine Burn Notice. Il a été diffusé le 17 avril 2011 sur USA Network, aux États-Unis.

## Synopsis
Sur ordre de la CIA, le Commander Sam Axe est envoyé en Colombie pour traquer un groupe terroriste…

## Fiche technique
- Titre original : Burn Notice: The Fall of Sam Axe
- Titre francophone : Sam Axe : La Dernière Mission
- Réalisation : Jeffrey Donovan
- Scénario : Matt Nix (en) et Greg Hart, d'après la série télévisée Burn Notice de Matt Nix
- Direction artistique : Eugenio Garcia
- Décors : J. Mark Harrington
- Costumes :
- Photographie : Jaime Reynoso
- Casting : Gayle Pillsbury
- Montage : Steven Lang
- Musique : John Dickson
- Production : Aaron Ginsburg et Lorenzo O'Brien
  - Production exécutive : Mikkel Bondesen, Matt Nix, Bruce Campbell et Jeffrey Donovan
- Sociétés de production : Fox Television Studios, Fox Telecolombia, Fuse Entertainment
- Société de distribution : USA Network (télévision)
- Pays d'origine :  États-Unis
- Langue originale : anglais
- Format : couleur - 1,33:1 - son Dolby Digital
- Genre : Action
- Durée : 87 minutes (version standard), 108 minutes (version longue)
- Dates de première diffusion :
  -  États-Unis : 17 avril 2011 sur USA Network
  -  Québec : 13 mai 2012 (première partie)[2] et 20 mai 2012 (deuxième partie)[3] sur Séries+
  -  France : indéterminée
  -  Belgique : indéterminée
  -  Suisse : indéterminée

 Sauf indication contraire, les informations mentionnées dans cette section peuvent être confirmées par la base de données cinématographiques IMDb,  présente dans la section « Liens externes ».

## Distribution
- Bruce Campbell (VF : Thierry Mercier) : Sam Axe
- Kiele Sanchez : Amanda Maples
- RonReaco Lee : Ben Delaney
- Pedro Pascal (VF : Julien Kramer) : commandant Veracruz
- Ilza Rosario (VF : Alexandra Garijo) : Beatriz
- John Diehl (VF : Gabriel Le Doze) : amiral James G. Lawrence
- Brendan O'Malley (VF : Luc Boulad) : Gabriel Manaro
- John Ales (VF : Christophe Desmottes) : Matt Bailey, officier de la CIA
- Lenny Clarke : Rawlins
- Alex Fernandez (en) : amiral Gregory Maitland
- Chandra West : Donna Maitland
- Roberto Cano : Garcia
- Johnny Acero : Montez
- David Dayan Fisher : Miles Vanderwall
- Jeffrey Donovan (VF : Bertrand Liebert) : Michael Westen (caméo)

Source et légende : Version française (VF) sur RS Doublage

## Production

### Développement
Le 23 juillet 2010, lors du San Diego Comic-Con 2010, la chaîne USA Network a annoncé le lancement d'un téléfilm de deux heures servant de prologue à la série et à la cinquième saison de Burn Notice.
C'est l'acteur principal de la série Jeffrey Donovan et interprète de Michael Westen, qui a réalisé le téléfilm. Le créateur de la série, Matt Nix, avec la collaboration de Greg Hart, a écrit le scénario. La production a été assurée par Aaron Ginsburg.

### Casting
Le casting du téléfilm comporte Bruce Campbell, Chandra West dans le rôle d'une femme que Sam a commencé à fréquenter, RonReaco Lee dans le rôle du Dr Ben Delaney, un médecin travaillant pour une clinique gratuite en Colombie qui se retrouve prisonnier des terroristes, Kiele Sanchez dans le rôle d’une humanitaire qui apporte de la nourriture aux plus pauvres et John Diehl dans le rôle de l'Amiral Lawrence, le supérieur de Sam.

### Tournage
L'histoire se situe en Amérique latine où le tournage a débuté en janvier 2011, à Bogota, en Colombie.

## Accueil

### Audiences

#### Aux États-Unis
Lors de sa première diffusion, le téléfilm a rassemblé 3,57 millions de téléspectateurs sur USA Network.